# Wołodymyr Szuchewycz
Wołodymyr Szuchewycz (ur. 15 marca 1849 w Tyszkowcach, zm. 10 kwietnia 1915 we Lwowie) – ukraiński działacz społeczny, etnograf, pedagog, publicysta, członek rzeczywisty Towarzystwa Naukowego im. Szewczenki.

## Życiorys
Syn Osypa Szuchewycza, mąż Herminy Szuchewycz, dziadek Romana Szuchewycza.
Od 1878 pracował jako nauczyciel szkół średnich we Lwowie (m.in. w Wyższej Szkole Realnej). W 1894 wziął udział w Powszechnej Wystawie Krajowej we Lwowie.
Współinicjator i członek zarządów wielu organizacji ukraińskich we Lwowie, między innymi Proswity, Ukraińskiego Towarzystwa Pedagogicznego, Towarzystwa Muzycznego im. Łysenki, założyciel towarzystw "Ruśka Besida" (jego przewodniczący w latach 1895-1910), "Bojan" (1891) i Towarzystwa Muzycznego im. Łysenki (przewodniczący w latach 1903-1915). Założyciel i redaktor (1890-1895) dziecięcego czasopisma "Dzwinok", autor i wydawca książek dla dzieci, redaktor gazety "Uczytel" (1893-1895).
Zbierał materiały etnograficzne na temat Huculszczyzny, co zaowocowało wydaniem 5-tomowej pracy "Huculszczyna" (1897-1908), wydanej pod nazwiskiem Włodzimierz Szuchiewicz. Współpracował z Muzeum im. Dzieduszyckich. Swoje zbiory etnograficzne podarował Muzeum Narodowemu we Lwowie. 

## Odznaczenia
- Kawaler Orderu Franciszka Józefa – Austro-Węgry (1894)[3].